# Théorème de Beurling-Lax
En analyse mathématique, le théorème de Beurling-Lax, dû à Arne Beurling et Peter Lax, caractérise les sous-espaces invariants, par l'opérateur de décalage, de l'espace de Hardy H2(𝔻, ℂ) (en). Ce théorème montre que de tels espaces sont de la forme
pour une fonction intérieure θ.